# Allodape friesei
Allodape friesei is een vliesvleugelig insect uit de familie van de bijen en hommels (Apidae). De wetenschappelijke naam van de soort werd voor het eerst geldig gepubliceerd in 1915 door Embrik Strand.
De diersoort komt voor in Zimbabwe.